# Mamers
Mamers je francouzská obec v departementu Sarthe v regionu Pays de la Loire. V roce 2009 zde žilo 5 545 obyvatel. Je centrem arrondissementu Mamers.